# Convergence nationale – Kwa Na Kwa
La Convergence nationale – Kwa Na Kwa (KNK, en langue sango Kwa Na Kwa : « le travail rien que le travail »), est un parti politique centrafricain, construit autour de l'appui de François Bozizé, président de la République centrafricaine de 2005 à 2013, arrivé au pouvoir par un coup d'État le 15 mars 2003. Lors de l'Assemblée constitutive du mois d'août 2009, il présente son parti comme travailliste, d'obédience social-démocrate.

## Historique

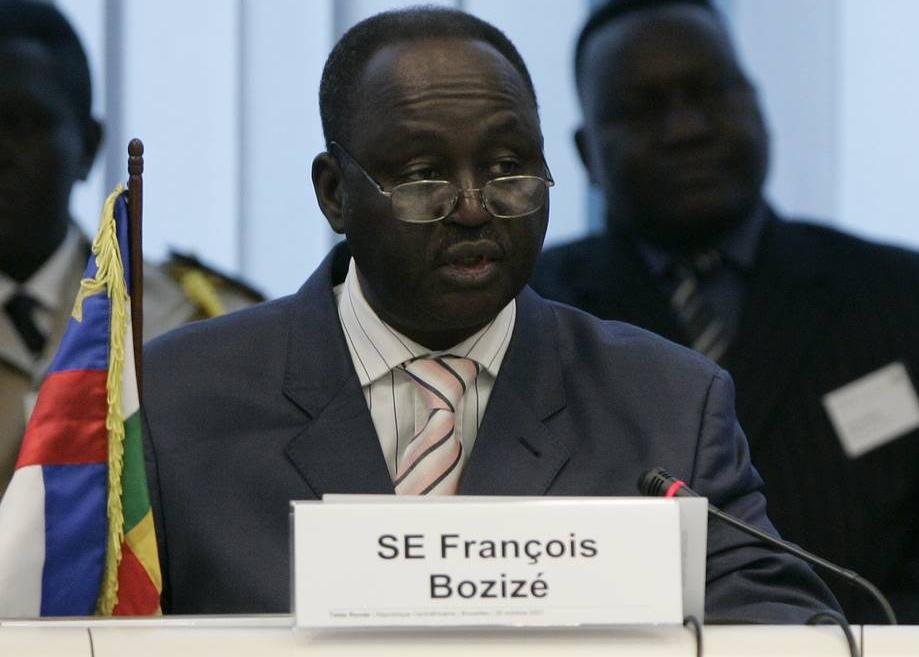
Le président François Bozizé lors d'une conférence de presse en 2007.

Le mouvement lancé par Bozizé en 2003, connu sous l'appellation de Kwa Na Kwa ou KNK était à l'origine d'un mouvement de soutien au gouvernement intérimaire.
Après sa prise de pouvoir, le chef de l'État, François Bozizé a promis qu'il ne serait pas candidat aux élections futures. Le 21 août 2004, la coalition regroupant de petits partis politiques, des entreprises et des dirigeants politiques, a relancé la Convergence nationale – Kwa Na Kwa comme une coalition politique pour pousser Bozizé de se présenter à la présidence de la République. Après le référendum constitutionnel du 5 décembre 2004 et le décret du 7 décembre, fixant des élections générales pour le 30 janvier 2005, Bozizé a annoncé qu'il serait candidat à la présidence sans étiquette mais avec le soutien de la coalition du KNK.
Aux élections législatives et présidentielle de 2005, repoussées au 13 mars et au 8 mai 2005, le candidat Bozizé a remporté 43,0 % au premier tour et 64,6 % des voix au second tour. Le parti lui-même a remporté 42 des 105 sièges à l'Assemblée nationale.
Deux mois après l'Assemblée générale constitutive tenue à Boali les 20 et 21 août, le congrès fondateur du parti se déroule à Mbaïki le vendredi 13 novembre 2009.
En 2015, le KNK suspend Faustin-Archange Touadéra, alors vice-président du KNK, pour « indiscipline ». Touadéra vient de se présenter comme candidat indépendant à l'élection présidentielle. Il remporte l'élection présidentielle. Le 18 août 2019, à l'issue du troisième congrès du parti qui se tient à Bossangoa dans la préfecture de l'Ouham, Touadéra est radié du KNK après sa fondation de son propre parti, le Mouvement Cœurs unis. Le KNK quitte aussi la majorité parlementaire qui soutient le président Touadéra.
En 2018, le groupe parlementaire KNK compte 9 députés à l'Assemblée nationale centrafricaine, il est allié au  Mouvement Cœurs Unis et soutient le gouvernement centrafricain et le Président Faustin-Archange Touadéra au sein de la majorité.
En mars 2021, Christian Guénébem Dézidoum, jusque-là secrétaire général du KNK, est nommé président par intérim par François Bozizé lequel prend des responsabilités officielles au sein de la Coalition des patriotes pour le changement (CPC), un mouvement politico-militaire,.
Le KNK devient inactif : certains de ses militants se rapprochent du président Touadéra tandis que d'autres fuient le pays ou quittent le KNK.
En 2023, des cadres du KNK affichent leur intérêt pour une médiation de l'ONU dans la crise politico-militaire. Cette annonce n'est toutefois pas la position officielle du parti qui n'a pas discuté de cette médiation au préalable.

## Résultats électoraux
À l'issue des élections législatives de 2020-2021 dont les résultats sont validés par la Cour constitutionnelle le 30 août 2021, le KNK obtient 11 députés sur 140, et constitue le 2e parti de l'Assemblée nationale centrafricaine.

### Législatives
La coalition de convergence nationale puis le parti présentent des candidats aux élections législatives depuis 2005.
| Année | Sièges | Représentation | Rang |
| 2005  | 42     | 42 / 105       | 1er  |
| 2011  | 61     | 61 / 105       | 1er  |
| 2016  | 7      | 7 / 140        | 5e   |
| 2021  | 11     | 11 / 140       | 2e   |